# Baba Jan-e Palizi
Baba Jan-e Palizi (în persană باباجان پاليزي, de asemenea, romanizat ca Bābā Jān-e Pālīzī) este un sat din districtul rural Baladarband, în districtul central al Shahrestānului Kermanshah, provincia Kermanshah, Iran. La recensământul din 2006, populația sa era de 446 de locuitori, în 103 familii.